# Hölscher
Hölscher bzw. Hoelscher ist ein deutscher Familienname, der seinen Ursprung im Nordwesten hat. Seine Bedeutung ist „Holzschuhmacher“. Die regionaltypischen „Holschen“ wurden oft von Heuerlingen im Nebenerwerb angefertigt

## Namensträger
- Andreas Hölscher (* 1962), deutscher Generalarzt
- Arnold Hölscher (1905–1945), deutscher Gestapo-Beamter
- August Hölscher (Kaufmann) (1819–1884), deutscher Kaufmann und Auswanderer
- August Hölscher (Lehrer) (1866–1918), deutscher Gymnasiallehrer
- Barbara Hölscher (* 1964), deutsche Soziologin
- Bernd Hölscher (* 1971), deutscher Schauspieler
- Birgit Drießen-Hölscher (1964–2004), deutsche Chemikerin
- Birgit H. Hölscher (* 1958), deutsche Schriftstellerin und Fotokünstlerin, siehe Birgit Lohmeyer
- Carsten Hölscher (* 1962), deutscher Diplomat
- Constantin Hölscher (1861–1921), deutscher Maler der Düsseldorfer Schule
- Dorothea Hölscher-Lohmeyer (1913–2008), deutsche Germanistin
- Eberhard Hölscher (1890–1969), deutscher Gebrauchsgrafiker
- Fernande Hölscher (* 1944), deutsche Archäologin
- Florian Hölscher (* 1970), deutscher Pianist
- Franziska Hölscher (* 1982), deutsche Violinistin
- Friedrich Hölscher (Architekt) (1859–1909), deutscher Architekt
- Friedrich Hölscher (Politiker) (1935–2013), deutscher Politiker (FDP), MdB
- Georg Hölscher (Journalist) (1863–1928), deutscher Journalist und Autor
- Georg Hölscher (Gartenarchitekt) (1866–1932), preußischer Gartenbaudirektor
- Gerd Hölscher (1936–2004), deutscher Grafiker und Zeichner
- Gustav Hölscher (1877–1955), deutscher Alttestamentler
- Heinrich Hölscher (1875–1945), deutscher Jurist und Politiker
- Heinz Hölscher (Heinz Hoelscher; 1925–2021), deutscher Kameramann
- Henrik Hölscher (* 1972), deutscher Eishockeyspieler
- Hermann Hölscher (Unternehmer) (1842–1913), deutscher Mechaniker, Kaufmann und Erfinder, Mitbegründer des Unternehmens Windmöller & Hölscher
- Hermann Wilhelm Heinrich Hölscher (1845–1911), deutscher Geistlicher und Studiendirektor, siehe Wilhelm Hölscher (Pfarrer)
- Jakob Hölscher (1798–1862), Buchhändler und Verleger
- Julia Hölscher (* 1979), deutsche Theaterregisseurin
- Karl Hölscher (1904–1987), deutscher Jurist und Verwaltungsbeamter
- Kristina Hölscher (* 1989), deutsche Fußballspielerin
- Levin Liam (* 1999), deutscher Schauspieler
- Lucian Hölscher (* 1948), deutscher Historiker
- Ludwig Hölscher (1814–1902), deutscher Historiker und Philologe
- Ludwig Hoelscher (1907–1996), deutscher Cellist
- Luise Hölscher (* 1971), deutsche Ökonomin und politische Beamtin, Staatssekretärin in Hessen
- Michael Hölscher (* 1970), deutscher Soziologe
- Reinhold Hölscher (* 1954), deutscher Wirtschaftswissenschaftler
- Theo Hölscher (1895–1966), deutscher Maler
- Tim Hölscher (* 1995), deutscher Fußballspieler
- Tonio Hölscher (* 1940), deutscher Archäologe
- Ulf Hoelscher (* 1942), deutscher Violinist
- Uvo Hölscher (Historiker) (1847–1914), deutscher Lehrer und Archivleiter
- Uvo Hölscher (Ägyptologe) (1878–1963), deutscher Bauforscher und Ägyptologe
- Uvo Hölscher (Philologe) (1914–1996), deutscher Klassischer Philologe
- Walter Hölscher (1872–1953), deutscher Politiker, württembergischer Landtagsabgeordneter
- Wilhelm Hölscher (Pfarrer) (1845–1911), deutscher evangelischer Pfarrer und Theologe
- Wilhelm Hölscher (Ägyptologe) (1912–1943), deutscher Ägyptologe
- Wolfgang Hölscher (* 1954), deutscher Historiker